# Азиатский лапчатоног
Азиатский лапчатоног (лат. Heliopais personatus) — вид птиц семейства лапчатоногих. Единственный вид рода Heliopais.
Длина тела 55 сантиметров. Оперение верха коричневатое. Брюхо белое, а шея чёрная. Задняя часть головы и ноги серые. Клюв желтоватый. Очень выразительна чёрная область вокруг глаз и горло птиц белого цвета. У самки шея в отличие от самца не чёрная, а белая.
Вид встречается в Индии, Юго-Восточной Азии и на острове Суматра. Там эти птицы обитают в поросших растениями прудах, небольших водоёмах, ручьях вдоль побережья и внутри страны и в мангровых зарослях.
Питается мелкими беспозвоночными, зелёными частями растений, а также семенами. При плавании голова двигается в ритм. При опасности птицы ныряют почти полностью, так что только голова и шея торчат из воды. На земле они ходят с высоко поднятыми головами, чтобы лучше разглядеть опасность, а затем быстро исчезают в ближайших зарослях. Когда птицы хотят отдохнуть, они рассаживаются парами или небольшими группами на нависающих над водой ветвях. При необходимости взлететь с поверхности воды или суши им нужен очень длинный разбег. Их пища, которую они в основном ищут в воде, состоит из моллюсков, ракообразных, водных насекомых, лягушек, мелких рыб и растений. Продолжительность жизни составляет около 10 лет.
Пара строит из водных растений и тростника, в основном под упавшими деревьями, неглубокое плавающее гнездо. Кладка состоит из 4—7 пятнистых яиц. Насиживают яйца оба родителя в общей сложности 22 дня. В дальнейшем оба родителя заботятся о потомстве.